# Iuliana Marciuc
Iuliana Ariadna Marciuc (n. 31 august 1967, București, România) este o realizatoare, prezentatoare, moderatoare și producătoare de emisiuni și seriale de televiziune.

## Biografie
În adolescență a colaborat la Radio România Actualități și Radio România Tineret, iar în studenție a realizat reportaje și interviuri pentru emisiunea „Viața studențească" a studioului local de televiziune din cadrul Academiei de Studii Economice. Este licențiată din anul 2009 a Facultății de Planificare și Cibernetică Economică, din cadrul acestei universități.
A lucrat un an ca analist programator la Trustul de Montaj Utilaj Chimic București.
Căsătorită cu Remus Posea de care a divorțat în anul 2002, în 1995, Iuliana Marciuc a început o relație cu cântărețul Adrian Enache, cu care s-a logodit la 6 iulie 2010, iar la 2 noiembrie 2005 moderatoarea a născut primul lor copil, pe nume David. Cei 2 s-ar fi căsătorit în 2014.

## Cariera de televiziune
Cariera sa în televiziune a debutat oficial în 1990, când a devenit crainică la Televiziunea Română. Din 1996 a devenit și redactoare, prezentatoare și realizatoare de emisiuni.
A debutat și ca producător de televiziune cu serialul TV Burlacii (2005).
S-a remarcat în cadrul emisiunilor Muzica e viața mea, Impas în doi,  Acces la succes și Miezul zilei difuzate pe canalul TVR1, precum și Destine ca-n filme și Confesiuni  difuzate pe canalul TVR2 și 90 de minute pentru sufletul tău pe canalul TVR Internațional.
A dublat personajul Vivian Garcia-Shapiro din serialul de animație Phineas și Ferb (Walt Disney Pictures) și a jucat un rol în piesa Patru pe o canapea plus valetul realizată de Fundația Maxim-Teatrul Incomod).

## Cariera de om de afaceri
Din anul 2006 a intrat în parteneriate din domeniul afacerilor cu localuri de alimentație publică. Inițial a deschis un restaurant cu specific asiatic într-un mall bucureștean – pe care l-au închis în 2010 și, ulterior a deschis un alt local – inițial cu același specific într-o altă zonă a Bucureștiului, afacere la care a renunțat ulterior. În 2012 a deschis o terasă pe litoral.
A deschis în Mogoșoaia un cămin pentru bătrâni în 2013.